# خوان ولاسکو داماس
خوان ولاسکو داماس (اسپانیایی: Juan Velasco Damas‎؛ زادهٔ ۱۷ مهٔ ۱۹۷۷) بازیکن فوتبال اهل اسپانیا است.

## باشگاهی
از باشگاه‌هایی که در آن بازی کرده‌است می‌توان به سلتاویگو، لاریسا، نوریچ سیتی، سویا، اسپانیول، و اتلتیکو مادرید اشاره کرد.

## تیم ملی
وی در تیم‌های ملی فوتبال اسپانیا بازی کرده است.